# Clemensia subleis
Clemensia subleis là một loài bướm đêm thuộc phân họ Arctiinae, họ Erebidae.